# Cristianesimo in Nepal
Il cristianesimo in Nepal è una religione di minoranza. Secondo i dati del censimento del 2011, la religione più diffusa in Nepal è l'induismo, professato da circa l'81% della popolazione; la seconda religione è il buddhismo, professato da circa il 9% della popolazione. I cristiani sono circa 375.000, pari all'1,4% della popolazione. Secondo stime dell'Association of Religion Data Archives (ARDA) riferite al 2015, il numero dei cristiani sarebbe leggermente superiore, pari all'1,8% della popolazione, di cui la maggior parte sono protestanti; l'ARDA riporta inoltre che secondo alcune organizzazioni cristiane questi numeri sarebbero sottostimati e i cristiani in Nepal sarebbero almeno il 3% della popolazione. La nuova costituzione del Nepal approvata nel 2008 non prevede una religione di stato e riconosce la libertà religiosa nel rispetto della legge e dell'ordine pubblico. La legge vieta il proselitismo religioso e i tentativi di convertire le persone ad un'altra religione sono vietati; la legge punisce inoltre l'offesa del sentimento religioso di qualsiasi gruppo etnico o comunità. Tutti i gruppi religiosi devono registrarsi come Organizzazioni non governative: sono esentati da quest'obbligo solo i monasteri buddhisti. Le organizzazioni religiose registrate possono aprire scuole private chiedendo l'autorizzazione agli uffici scolastici distrettuali, che dipendono dal Ministero dell'educazione, della Scienza e della Tecnologia. Nonostante la libertà religiosa sia in teoria garantita, alcune minoranze religiose lamentano discriminazioni.

## Confessioni cristiane presenti

### Cattolicesimo
La Chiesa cattolica è presente nel Paese con il vicariato apostolico del Nepal. I cattolici in Nepal sono quasi 8.000.

### Chiesa ortodossa
La Chiesa ortodossa russa è presente nel Paese con una parrocchia a Katmandu.

### Protestantesimo
La maggior parte dei cristiani del Nepal sono protestanti. Tra i gruppi presenti vi sono pentecostali, battisti, anglicani, avventisti e comunità cristiane protestanti non denominate. 
Le principali denominazioni protestanti presenti attualmente in Nepal sono le seguenti:
- Chiesa anglicana in Nepal: fa parte della Comunione anglicana e dipende dalla Diocesi di Singapore. Comprende 48 chiese e conta circa 9.000 membri;
- Consiglio delle Chiese battiste del Nepal: è affiliato all'Alleanza mondiale battista, comprende più di 240 chiese e conta più di 20.000 membri;
- Assemblee di Dio in Nepal: espressione dell'Assemblea Mondiale delle Assemblee di Dio, sono presenti nel Paese dal 1981 e comprendono più di 800 chiese;[6]
- Chiesa cristiana avventista del settimo giorno: presente nel Paese dal 1989, comprende 26 congregazioni e più di 9.000 membri;
- Movimento delle Chiese pentecostali del Nepal: raggruppa le chiese pentecostali indipendenti del Nepal attive a livello locale.